# Alexander Imich
Alexander Herbert Imich, född 4 februari 1903 i Częstochowa, Polen, död 8 juni 2014 i New York, var en polsk-amerikansk zoolog, kemist och parapsykolog. Han var aktiv som ordförande för Anomalous Phenomena Research Center i New York och är en av få extremt gamla människor som är känd för något annat än sin exceptionellt höga ålder. Han var USA:s äldsta levande man från Salustiano Sánchez död 13 september 2013 samt även världens verifierat äldsta levande man från italienaren Arturo Licatas död 24 april 2014 till sin död då världens äldsta levande man blev japanen Sakari Momoi (som var bara en dag yngre) och USA:s äldsta levande man den drygt ett år yngre svensk-amerikanen Conrad Johnson.

## Tidig krigstjänst
Som 15-årig skolpojke anslöt Imich sig tillsammans med resten av klassen till de polska styrkorna i Polsk-ukrainska kriget 1918–1919. Imichs äldre bror var instruktör för fordonsdivisionen, så Imich fick köra en Packard lastbil åt armén tills hotet från de västukrainska styrkorna var avvärjt och Imich kunde återvända till skolan. Han kan vara den siste kvar från den konflikten.

## Akademisk karriär
Imich skaffade sig sitt doktorat i zoologi vid Jagellonska universitetet i Kraków 1929 men eftersom han inte kunde få tjänst inom den disciplinen övergick han till kemi. Under 1920- och 30-talen gjorde han på fritiden en del undersökningar av medier för polska sällskapet för psykisk forskning.

## Som polsk jude underandra världskriget
När andra världskriget utbröt, flydde Imich med fru till en Sovjetockuperad stad, Białystok, där han fick arbeta som kemist. Då de inte ville acceptera att bli sovjetiska medborgare, blev han och hans fru sända till ett fångläger i Gulag, där de fick sitta resten av kriget. Så småningom blev de frigivna inom Sovjet och kunde ta sig ur landet. Då nästan alla släktingar och vänner i Polen visade sig ha gått under i förintelsen, valde paret Imich att emigrera till USA.

## I USA efter 1951
Efter en lång karriär som kemist pensionerade Imich sig i New York och återupptog sitt gamla intresse för parapsykologi. Hustrun avled 1986. Han delade under ett antal år ut Imichpriset för utvalda forskarinsatser inom parapsykologi. Svenska mottagare av priset är Jens Tellefsen och Nils-Olof Jacobson för deras artikel (1994) "Dowsing along the PSI track". 
Imich har också skrivit ett 60-tal artiklar i parapsykologitidskrifter och sammanställt en bok “Incredible Tales of the Paranormal” (1995) publicerad av Bramble Books. Han startade Anomalous Phenomena Research Center 1999, med hoppet att skapa "The Crucial Demonstration" ("Den nödvändiga demonstrationen") vars syfte är att demonstrera realiteten av paranormala fenomen för allmänheten och övriga vetenskapen..
Imich avled den 8 juni 2014 111 år och 124 dagar gammal.